# Namansilit
Namansilit ist ein sehr selten vorkommendes Mineral aus der Mineralklasse der „Silikate und Germanate“ mit der Endgliedzusammensetzung NaMn3+[Si2O6] und ist damit chemisch gesehen ein Natrium-Mangan-Silikat aus der Gruppe der Pyroxene. Strukturell gehört Namansilit zu den Kettensilikaten.
Namansilit kristallisiert mit monokliner Symmetrie und entwickelt prismatische Kristalle bis etwa zwei Millimeter Länge in körnigen Mineral-Aggregaten. Auch in Form von Einschlüssen in anderen Mineralen wie beispielsweise Quarz ist Namansilit zu finden. Das Mineral ist durchsichtig und von rotvioletter Farbe bei bräunlichvioletter Strichfarbe.

## Etymologie und Geschichte
Entdeckt wurde Namansilit in der Ir-Nimi-Mangan-Lagerstätte am Taikan-Rücken in der Region Chabarowsk im russischen Föderationskreis Ferner Osten und beschrieben 1992 durch V. V. Kalinin, I. M. Marsii, Y. P. Dikov, N. V. Troneva und N. V. Trubkin, die das Mineral nach seiner Zusammensetzung (Natrium, Mangan, Silicium) und dem für Minerale üblichen Anhang ‚it‘ benannten.
Typmaterial des Minerals wird im Mineralogischen Museum der Russischen Akademie der Wissenschaften in Moskau aufbewahrt.

## Klassifikation
In der strukturellen Klassifikation der International Mineralogical Association (IMA) gehört Namansilit zusammen mit Aegirin, Kosmochlor, Jadeit, Jervisit und Natalyit zu den Natriumpyroxenen in der Pyroxengruppe.
Bereits in der veralteten, aber teilweise noch gebräuchlichen 8. Auflage der Mineralsystematik nach Strunz gehörte der Namansilit zur Mineralklasse der „Silikate und Germanate“ und dort zur Abteilung der „Kettensilikate und Bandsilikate (Inosilikate)“, wo er zusammen mit Aegirin, Augit, Diopsid, Esseneit, Hedenbergit, Jadeit, Jervisit, Johannsenit, Kanoit, Klinoenstatit, Klinoferrosilit, Kosmochlor, Natalyit, Omphacit, Petedunnit, Pigeonit und Spodumen die „Untergruppe der Klinopyroxene“ mit der System-Nr. VIII/F.01 bildete.
Im Lapis-Mineralienverzeichnis nach Stefan Weiß, das sich aus Rücksicht auf private Sammler und institutionelle Sammlungen noch nach dieser alten Form der Systematik von Karl Hugo Strunz richtet, erhielt das Mineral die System- und Mineral-Nr. VIII/F.01-145. In der „Lapis-Systematik“ entspricht dies ebenfalls der Abteilung „Ketten- und Bandsilikate“, wo Namansilit zusammen mit Aegirin, Augit, Aegirin-Augit (Aegirinaugit), Davisit, Diopsid, Esseneit, Grossmanit, Hedenbergit, Jadeit, Jervisit, Johannsenit, Kanoit, Klinoenstatit, Klinoferrosilit, Kosmochlor, Kushiroit, Natalyit, Omphacit, Petedunnit, Pigeonit, Spodumen und Tissintit die Untergruppe der „Klinopyroxene“ innerhalb der von F.01 bis F.02 reichenden „Pyroxen-Gruppe“ bildet (Stand 2018).
Die bis 2009 von der International Mineralogical Association (IMA) aktualisierte 9. Auflage der Strunz’schen Mineralsystematik ordnet den Namansilit ebenfalls in die Abteilung der „Ketten- und Bandsilikate (Inosilikate)“ ein. Diese ist weiter unterteilt nach der Struktur der Silikatketten, so dass das Mineral entsprechend seinem Aufbau in der Unterabteilung „Ketten- und Bandsilikate mit 2-periodischen Einfachketten Si2O6; Pyroxen-Familie“ zu finden ist, wo es nur noch zusammen mit Aegirin, Jadeit, Jervisit, Kosmochlor und Natalyit die „Na-Klinopyroxene“ bzw. „Jadeitgruppe“ mit der System-Nr. 9.DA.25 bildet.
Auch die vorwiegend im englischen Sprachraum gebräuchliche Systematik der Minerale nach Dana ordnet den Namansilit in die Klasse der „Silikate und Germanate“ und dort in die Abteilung der „Kettensilikatminerale“ ein. Hier ist er in der „C2/c Klinopyroxene (Na-Klinopyroxene)“ mit der System-Nr. 65.01.03c innerhalb der Unterabteilung „Kettensilikate: Einfache unverzweigte Ketten, W=1 mit Ketten P=2“ zu finden.

## Kristallstruktur
Namansilit kristallisiert mit monokliner Symmetrie der Raumgruppe C2/c (Raumgruppen-Nr. 15) und den Gitterparametern a = 9,50 Å; b = 8,61 Å; c = 5,36 Å und β = 105,0° sowie 4 Formeleinheiten pro Elementarzelle.

## Bildung und Fundorte
Namansilit bildet sich in niedrig-gradig metamorphisierten und stark oxidierten und mangan- und natriumreichen Sedimenten.
Als sehr seltene Mineralbildung ist Namansilit nur aus wenigen Proben an weniger als 10 Fundorten bekannt (Stand 2016). Seine Typlokalität, die Ir-Nimi-Mangan-Lagerstätte, ist dabei die bisher einzige Fundstelle in Russland.
Der einzige bekannte Fundort in Deutschland ist der Steinbruch „Caspar“ am Bellerberg-Vulkan nahe Ettringen in Rheinland-Pfalz.
Weitere bisher bekannte Fundorte sind die Woods Mine bei Tamworth und die Hoskins Mine bei Grenfell in Australien, die Cerchiara Mine bei Borghetto di Vara in der italienischen Region Ligurien, die Shimoharai Mine bei Saiki auf der japanischen Insel Kyūshū und die Arschitza Mine bei Iacobeni (Suceava) im rumänischen Kreis Suceava.